# Neuglosberg
Neuglosberg ist ein Wohnplatz der Kreisstadt Kronach im Landkreis Kronach (Oberfranken, Bayern).

## Geographie
Das einstmalige Dorf ist mittlerweile mit Gundelsdorf im Süden und Reitsch und Haßlach bei Kronach im Norden zu einer geschlossenen Siedlung zusammengewachsen. Sie ist heute ein Abschnitt der Ortsdurchfahrt der Bundesstraße 85, die nach Haßlach bzw. nach Gundelsdorf führt. Eine Gemeindeverbindungsstraße führt nach Glosberg (1,1 km östlich). Neuglosberg liegt am Glosberger Graben, der etwas weiter westlich als linker Zufluss in die Haßlach mündet, in dessen Talsohle der Ort noch liegt.

## Geschichte
Neuglosberg wurde nach dem Zweiten Weltkrieg auf dem Gemeindegebiet von Glosberg als Siedlung für Heimatvertriebene errichtet. 1950 bestand der Ort aus 12 Wohngebäuden mit 99 Einwohnern. Am 1. Mai 1978 wurde Neuglosberg im Zuge der Gebietsreform in Bayern in Kronach eingegliedert.

## Religion
Die Katholiken sind nach Mariä Geburt (Glosberg) gepfarrt, die Protestanten nach St. Laurentius (Burggrub).

## Weblink
- Neuglosberg in der Ortsdatenbank des bavarikon, abgerufen am 20. August 2021.